# Уитби (Онтарио)
 Уитби  (англ.  Whitby) — город в провинции Онтарио в Канаде. Уитби расположено 15 км восточнее города Торонто. Город насчитывает 111 184 жителей (2006) и является частью промышленного района, прозванного «Золотой подковой» (англ.  Golden Horseshoe).

## Достопримечательности
- «Золотая подкова» — (англ.  Golden Horseshoe)